# Radio Magnolia
Radio Magnolia is een satirisch radioprogramma dat tussen 1995 en 1997 werd uitgezonden door de KRO op Radio 2.
Het programma werd gemaakt door Bavo Galama in de rol van presentator Hennie van Gool en Jeroen van Merwijk als de 70-jarige Yoris van Asperen. Ook dichter Jan Pieterse verleende zijn medewerking aan dit programma, evenals cabaretière Hester Macrander in het eerste seizoen.
Radio Magnolia was bedoeld als persiflage op Radio 2 en werd uitgezonden op dezelfde zender. Het format bestond uit een aaneenschakeling van rubrieken (waaronder een spelletje, een reportage, een kunst & cultuur-rubriek, een vrouwenhoekje en een 'blokje satire'), met muziek uit de Nederlandse kleinkunst ertussenin.